# Guvernul Ion Chicu
Guvernul Ion Chicu a fost cabinetul de miniștri care a guvernat Republica Moldova din 14 noiembrie 2019 până în 6 august 2021. La 31 decembrie 2020, Ion Chicu, după ce și-a dat demisia, a fost înlocuit cu Aureliu Ciocoi, acesta fiind numit prim-ministru interimar.

## Istoric

### Context
După ce fracțiunile partidelor PSRM și PDM au votat demisia guvernului condus de prim-ministra Maia Sandu, președintele Igor Dodon și-a înaintat propriul consilier la funcția de prim-ministru. În lista de miniștri a prim-ministrului desemnat se regăsesc mai mulți consilieri din aparatul președintelui: Victor Gaiciuc - consilier în domeniul apărării și securității naționale, Aureliu Ciocoi - consilier în domeniul politicii externe, Viorica Dumbrăveanu - consilier în domeniul dezvoltării sociale, Corneliu Popovici - consilier în domeniul educației, culturii și cercetării, Ion Perju - consilier în domeniul agroindustrial și al administrației publice. 
La data de 14 noiembrie 2019, noul cabinet de miniștri a fost votat în parlament de fracțiunile partidelor PSRM și PDM.
Mai apoi, pe 16 martie 2020, Partidul Socialiștilor și Partidul Democrat au semnat un acord de coaliție și constituie noua majoritate parlamentară. În urma acestei înțelegeri Partidului Democrat i-au fost atribuite Ministerele Educației, Apărării și Afacerilor Interne.

## Componența cabinetului
| Minister                                                    | Nume                       | Portret                        | Partid       | În funcție din    | Până la           |
| ----------------------------------------------------------- | -------------------------- | ------------------------------ | ------------ | ----------------- | ----------------- |
| Prim-ministru                                               | Ion Chicu                  | Ion Chicu (2020-01-31)         | Independenți | 14 noiembrie 2019 | 31 decembrie 2020 |
| Prim-ministru                                               | Aureliu Ciocoi (interimar) | Aureliu Ciocoi (13-04-2021)    | Independenți | 31 decembrie 2020 | 6 august 2021     |
| Viceprim-miniștri                                           |                            |                                |              |                   |                   |
| Ministru al Finanțelor                                      | Sergiu Pușcuța             |                                | Independenți | 14 noiembrie 2019 | 31 decembrie 2020 |
| Viceprim-ministru pentru Reintegrare                        | Alexandru Flenchea         |                                | Independenți | 14 noiembrie 2019 | 16 martie 2020    |
| Viceprim-ministru pentru Reintegrare                        | Cristina Lesnic            |                                | PDM          | 16 martie         | 9 noiembrie 2020  |
| Viceprim-ministru pentru Reintegrare                        | Olga Cebotari              | Olga Cebotari                  | Independentă | 9 noiembrie 2020  | 6 august 2021     |
| Miniștri                                                    |                            |                                |              |                   |                   |
| Ministru al Economiei și Infrastructurii                    | Anatol Usatîi              |                                | Independent  | 14 noiembrie 2019 | 16 martie 2020    |
| Ministru al Economiei și Infrastructurii                    | Sergiu Răilean             |                                | PDM          | 16 martie         | 9 noiembrie 2020  |
| Ministru al Economiei și Infrastructurii                    | Anatol Usatîi              |                                | Independenți | 9 noiembrie       | 31 decembrie 2020 |
| Ministru al Afacerilor Externe și Integrării Europene       | Aureliu Ciocoi             | Aureliu Ciocoi (13-04-2021)    | Independenți | 14 noiembrie 2019 | 16 martie 2020    |
| Ministru al Afacerilor Externe și Integrării Europene       | Oleg Țulea                 | Oleg Țulea MAEIE               | PDM          | 16 martie         | 9 noiembrie 2020  |
| Ministru al Afacerilor Externe și Integrării Europene       | Aureliu Ciocoi             | Aureliu Ciocoi (13-04-2021)    | Independenți | 9 noiembrie 2020  | 6 august 2021     |
| Ministru al Apărării                                        | Victor Gaiciuc             |                                | Independenți | 14 noiembrie 2019 | 16 martie 2020    |
| Ministru al Apărării                                        | Alexandru Pînzari          |                                | PDM          | 16 martie         | 9 noiembrie 2020  |
| Ministru al Apărării                                        | Victor Gaiciuc             |                                | Independenți | 9 noiembrie 2020  | 6 august 2021     |
| Ministru al Justiției                                       | Fadei Nagacevschi          |                                | Independenți | 14 noiembrie 2019 | 6 august 2021     |
| Ministru al Afacerilor Interne                              | Pavel Voicu                | Voicu in August 2019           | Independenți | 14 noiembrie 2019 | 6 august 2021     |
| Ministru al Agriculturii, Dezvoltării Regionale și Mediului | Ion Perju                  |                                | Independenți | 14 noiembrie 2019 | 6 august 2021     |
| Ministru al Educației, Culturii și Cercetării               | Corneliu Popovici          |                                | Independenți | 14 noiembrie 2019 | 16 martie 2020    |
| Ministru al Educației, Culturii și Cercetării               | Igor Șarov                 | Igor Șarov - oct 2020          | PDM          | 16 martie         | 9 noiembrie 2020  |
| Ministru al Educației, Culturii și Cercetării               | Lilia Pogolșa              |                                | Independente | 9 noiembrie 2020  | 6 august 2021     |
| Ministru al Sănătății, Muncii și Protecției Sociale         | Viorica Dumbrăveanu        | Viorica Dumbrăveanu - mar 2020 | Independente | 14 noiembrie 2019 | 31 decembrie 2020 |
| Membru ex-officio                                           |                            |                                |              |                   |                   |
| Guvernator (Bașcan) al UTA Găgăuzia                         | Irina Vlah                 | Влах Ірина                     | Independentă | 14 noiembrie 2019 | 6 august 2021     |